# Championnat d'Allemagne de football 1923-1924
Navigation
Meisterschaft
(Verbandsligen)
1922-1923 Meisterschaft
(Verbandsligen)
1924-1925
La saison 1923-1924 du Championnat d'Allemagne de football était la 16e édition de la première division allemande.
Sept clubs participent à la compétition nationale, il s'agit des clubs champions de 7 régions d'Allemagne. Le championnat national est disputé sous forme de coupe à élimination directe.
Le FC Nuremberg s'impose en finale face au champion sortant, le Hambourg SV, et décroche le 3e titre de champion d'Allemagne de son histoire.

## Les 7 clubs participants
(entre parenthèses, la région d'appartenance du club)
- VfB Königsberg (Baltique)
- BFC Alemannia 90 Wacker (Brandebourg)
- SpVgg Leipzig (Centre)
- Hambourg SV (Nord et champion en titre)
- FC Nuremberg (Sud)
- Duisbourg SV (Ouest)
- Sportfreunde Breslau (Sud-Est)

## Compétition
La compétition a lieu sous forme de coupe, avec match simple.
|  | Quarts de finale        | Quarts de finale        | Quarts de finale     | Quarts de finale     |                       |               | Demi-finales        | Demi-finales        | Demi-finales        | Demi-finales        |  |  | Finale               | Finale               | Finale               | Finale               |
|  |                         |                         |                      |                      |                       |               |                     |                     |                     |                     |  |  |                      |                      |                      |                      |
|  | 11 mai 1924 à Berlin    | 11 mai 1924 à Berlin    | 11 mai 1924 à Berlin | 11 mai 1924 à Berlin |                       |               | 25 mai 1924 à Fürth | 25 mai 1924 à Fürth | 25 mai 1924 à Fürth | 25 mai 1924 à Fürth |  |  | 9 juin 1924 à Berlin | 9 juin 1924 à Berlin | 9 juin 1924 à Berlin | 9 juin 1924 à Berlin |
|  | 11 mai 1924 à Berlin    | 11 mai 1924 à Berlin    | 11 mai 1924 à Berlin | 11 mai 1924 à Berlin |                       |               | 25 mai 1924 à Fürth | 25 mai 1924 à Fürth | 25 mai 1924 à Fürth | 25 mai 1924 à Fürth |  |  | 9 juin 1924 à Berlin | 9 juin 1924 à Berlin | 9 juin 1924 à Berlin | 9 juin 1924 à Berlin |
|  | BFC Alemannia 90 Wacker | BFC Alemannia 90 Wacker | 1                    | 1                    |                       |               | 25 mai 1924 à Fürth | 25 mai 1924 à Fürth | 25 mai 1924 à Fürth | 25 mai 1924 à Fürth |  |  | 9 juin 1924 à Berlin | 9 juin 1924 à Berlin | 9 juin 1924 à Berlin | 9 juin 1924 à Berlin |
|  | BFC Alemannia 90 Wacker | BFC Alemannia 90 Wacker | 1                    | 1                    |                       |               | 25 mai 1924 à Fürth | 25 mai 1924 à Fürth | 25 mai 1924 à Fürth | 25 mai 1924 à Fürth |  |  | 9 juin 1924 à Berlin | 9 juin 1924 à Berlin | 9 juin 1924 à Berlin | 9 juin 1924 à Berlin |
|  | FC Nuremberg            | FC Nuremberg            | 6                    | 6                    |                       |               | 25 mai 1924 à Fürth | 25 mai 1924 à Fürth | 25 mai 1924 à Fürth | 25 mai 1924 à Fürth |  |  | 9 juin 1924 à Berlin | 9 juin 1924 à Berlin | 9 juin 1924 à Berlin | 9 juin 1924 à Berlin |
|  | FC Nuremberg            | FC Nuremberg            | 6                    | 6                    | FC Nuremberg          | FC Nuremberg  | 3                   | 3                   |                     |                     |  |  | 9 juin 1924 à Berlin | 9 juin 1924 à Berlin | 9 juin 1924 à Berlin | 9 juin 1924 à Berlin |
|  |                         |                         |                      |                      | FC Nuremberg          | FC Nuremberg  | 3                   | 3                   |                     |                     |  |  | 9 juin 1924 à Berlin | 9 juin 1924 à Berlin | 9 juin 1924 à Berlin | 9 juin 1924 à Berlin |
|  |                         |                         | Duisbourg SV         | Duisbourg SV         | 1                     | 1             |                     |                     |                     |                     |  |  | 9 juin 1924 à Berlin | 9 juin 1924 à Berlin | 9 juin 1924 à Berlin | 9 juin 1924 à Berlin |
|  | Duisbourg SpV           |                         | Duisbourg SV         | Duisbourg SV         | 1                     | 1             |                     |                     |                     |                     |  |  | 9 juin 1924 à Berlin | 9 juin 1924 à Berlin | 9 juin 1924 à Berlin | 9 juin 1924 à Berlin |
|  |                         | 25 mai 1924 à Hambourg  |                      |                      |                       |               |                     |                     |                     |                     |  |  | 9 juin 1924 à Berlin | 9 juin 1924 à Berlin | 9 juin 1924 à Berlin | 9 juin 1924 à Berlin |
|  | exempt                  |                         |                      |                      |                       |               |                     |                     |                     |                     |  |  | 9 juin 1924 à Berlin | 9 juin 1924 à Berlin | 9 juin 1924 à Berlin | 9 juin 1924 à Berlin |
|  | FC Nuremberg            | FC Nuremberg            | 2                    | 2                    |                       |               |                     |                     |                     |                     |  |  |                      |                      |                      |                      |
|  | FC Nuremberg            | FC Nuremberg            | 2                    | 2                    | 11 mai 1924 à Breslau |               |                     |                     |                     |                     |  |  |                      |                      |                      |                      |
|  |                         |                         | Hambourg SV T        | Hambourg SV T        | 0                     | 0             |                     |                     |                     |                     |  |  |                      |                      |                      |                      |
|  | Sportfreunde Breslau    | Sportfreunde Breslau    | Hambourg SV T        | Hambourg SV T        | 0                     | 0             | 0                   | 0                   |                     |                     |  |  |                      |                      |                      |                      |
|  | Sportfreunde Breslau    | Sportfreunde Breslau    |                      |                      |                       |               |                     |                     |                     |                     |  |  |                      |                      |                      |                      |
|  | Hambourg SV T           | Hambourg SV T           | 3                    | 3                    |                       |               |                     |                     |                     |                     |  |  |                      |                      |                      |                      |
|  | Hambourg SV T           | Hambourg SV T           | 3                    | 3                    | Hambourg SV T         | Hambourg SV T | 1                   | 1                   |                     |                     |  |  |                      |                      |                      |                      |
|  | 11 mai 1924 à Leipzig   |                         |                      |                      | Hambourg SV T         | Hambourg SV T | 1                   | 1                   |                     |                     |  |  |                      |                      |                      |                      |
|  |                         |                         | SpVgg Leipzig        | SpVgg Leipzig        | 0                     | 0             |                     |                     |                     |                     |  |  |                      |                      |                      |                      |
|  | SpVgg Leipzig           | SpVgg Leipzig           | SpVgg Leipzig        | SpVgg Leipzig        | 0                     | 0             | 6                   | 6                   |                     |                     |  |  |                      |                      |                      |                      |
|  | SpVgg Leipzig           | SpVgg Leipzig           |                      |                      |                       |               |                     | 6                   |                     |                     |  |  |                      |                      |                      |                      |
|  | VfB Königsberg          | VfB Königsberg          | 1                    | 1                    |                       |               |                     |                     |                     |                     |  |  |                      |                      |                      |                      |
|  | VfB Königsberg          | VfB Königsberg          | 1                    | 1                    |                       |               |                     |                     |                     |                     |  |  |                      |                      |                      |                      |
|  |                         |                         |                      |                      |                       |               |                     |                     |                     |                     |  |  |                      |                      |                      |                      |

## Bilan de la saison
| Tableau d'Honneur                   |              |
| Compétition                         | Vainqueur    |
| Championnat d'Allemagne de football | FC Nuremberg |